# Ambocythere ramosa
Ambocythere ramosa är en kräftdjursart som beskrevs av van den Bold 1965. Ambocythere ramosa ingår i släktet Ambocythere och familjen Trachyleberididae. Inga underarter finns listade i Catalogue of Life.